# Stratiotes (kevers)
Stratiotes is een geslacht van kevers uit de familie van de loopkevers (Carabidae). De wetenschappelijke naam werd gepubliceerd in 1846 door Jules Putzeys.

## Soorten
Stratiotes omvat de volgende soorten:
- Stratiotes batesi Putzeys, 1866
- Stratiotes clivinoides (Castelnau, 1832)
- Stratiotes iracundus Putzeys, 1861